# ООН-Жінки
ООН Жінки (англ. UN Women), офіційно — Структура Організації Об'єднаних Націй з питань гендерної рівності та розширення прав і можливостей жінок (англ. United Nations Entity for Gender Equality and the Empowerment of Women), — провідний орган, що координує роботу системи ООН у питанні гендерної рівності. Є допоміжним органом Генеральної Асамблеї ООН, створений рішенням Асамблеї в 2010 році з метою прискорення прогресу в справі задоволення потреб жінок у всьому світі, підвищення ефективності використання наявних ресурсів і об'єднання мандатів і функцій окремих підрозділів системи ООН, які займалися виключно питаннями гендерної рівності та розширення прав і можливостей жінок.
ООН Жінки почала роботу в січні 2011 року. Першою виконавчою директоркою структури стала колишня президент Чилі Мішель Бачелет; з липня 2013 року структуру очолювала Фумзіле Мламбо-Нгкука. З вересня 2021 року  іі очолює йорданка Sima Sami Bahous. Як і її попередниця ЮНІФЕМ, «ООН-Жінки» входить до Групи з питань розвитку ООН (англ. United Nations Development Group).

## Історія
У січні 2006 року Генеральний секретар ООН Пан Гі Мун оприлюднив доповідь «Всеохопна пропозиція щодо об'єднаної структури з питань гендерної рівності та розширення прав і можливостей жінок» (англ. Comprehensive Proposal for the Composite Entity for Gender Equality and the Empowerment of Women), де запропонував об'єднати ресурси і повноваження чотирьох окремих підрозділів системи ООН, які займалися виключно питаннями гендерної рівності та розширення прав і можливостей жінок, в одній новій структурі. Витрати на комплектування базового штатного розкладу, покриття відповідних оперативних витрат і створення початкового потенціалу на рівні країн, регіонів та Центральних установ ООН були оцінені приблизно у 125 млн дол. США на рік; крім того, 375 млн дол. США в рік потрібно на початковому етапі для реагування на запити міждержавного рівня, що стосуються програмної допомоги ООН.
14 вересня 2009 року Генеральна Асамблея прийняла резолюцію 63/311 «Злагодженість в системі Організації Об'єднаних Націй», у якій підтримала злиття:
- Канцелярії Спеціального радника Генерального секретаря з гендерних питань і поліпшення становища жінок (створена в 1997 році; англ. Office of the Special Adviser on Gender Issues Advancement of Women, OSAGI),
- Відділу з поліпшення становища жінок (ВПСЖ; англ. Division for the Advancement of Women, DAW),
- Фонду ООН для розвитку в інтересах жінок (ЮНІФЕМ, 1976—2010)
- та Міжнародного науково-дослідного і навчального інституту ООН з поліпшення становища жінок (англ. International Research and Training Institute for the Advancement of Women, 1976—2010).

Об'єднана структура керується заступником генерального секретаря, котрий підзвітний безпосередньо Генеральному секретарю і призначається Генеральним секретарем у консультації із державами-учасницями та на основі справедливого географічного представництва і гендерного балансу. Генеральна Асамблея звернулася до Генерального секретаря з проханням підготувати всеохопну пропозицію із зазначенням, серед іншого, програмної заяви об'єднаної структури, організаційних механізмів, фінансування та Виконавчої ради, яка буде здійснювати нагляд за її оперативною діяльністю.

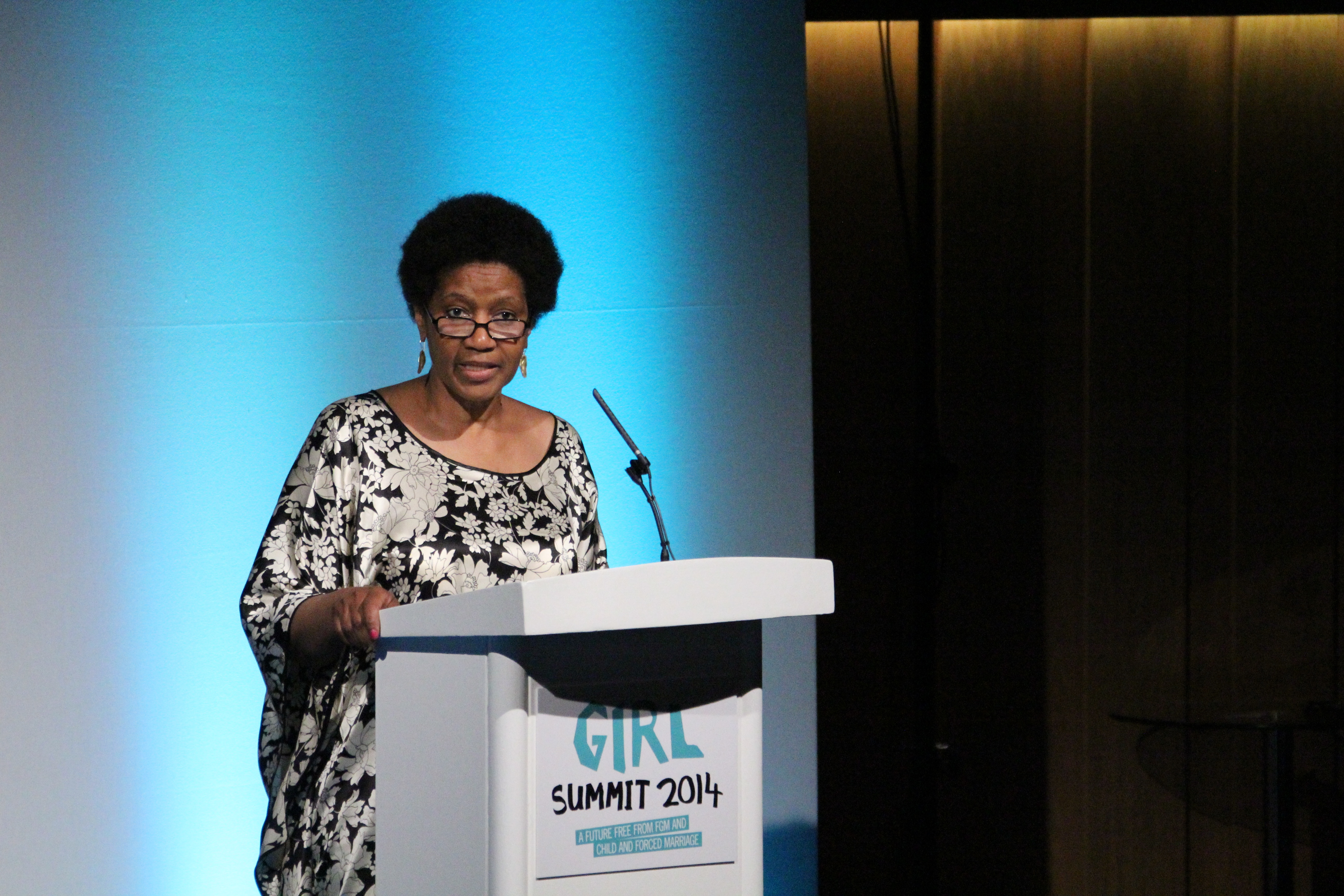
Фумзіле Мламбо-Нгкука, Виконавча директорка «ООН-жінки» на «Girl Summit 2014»

2 липня 2010 року Генеральна Асамблея ООН одноголосно схвалила резолюцію 64/289, в якій, зокрема, містилося рішення про створення структури «ООН-Жінки» шляхом об'єднання і передачі цій структурі існуючих мандатів і функцій чотирьох вищевказаних підрозділів ООН і про створення Виконавчої ради в якості керівного органу Структури для забезпечення міжурядової підтримки її оперативної діяльності та здійснення нагляду за цією діяльністю. Генеральний секретар Пан Гі Мун у зв'язку з цим висловив «вдячність країнам-членам за здійснення великого кроку вперед для дівчаток і жінок світу», а також наголосив, що «„ООН-Жінки“ значно прискорить зусилля ООН з просування гендерної рівності, розширення можливостей і боротьбу із дискримінацією по всьому світу».
14 вересня 2010 року було оголошено про призначення Мішель Бачелет, колишньої президента Чилі, виконавчою директоркою «ООН-Жінки». Під час загальних дебатів на відкритті 65-ї Генеральної асамблеї ООН керівники країн світу схвалили створення структури та її намір «розширити права і можливості жінок», а також привітали призначення Бачелет її головою. З липня 2013 року структуру очолює Фумзіле Мламбо-Нгкука.

## Апарат і функціонування
Відповідно до Резолюції ГА 64/289, керує Структурою «ООН-Жінки» Заступник Генерального секретаря ООН, що призначається ним (Г.С.) за погодженням з країнами-членами на термін 4 роки (і одночасно є виконавчим директором Структури «ООН-Жінки»).
Багаторівневий міжурядовий механізм загального керівництва стосовно допоміжних функцій Структури в нормативній області утворюють Генеральна асамблея ООН, Економічна і соціальна рада ООН, Комісія з становища жінок, та Ради виконавчої структури. Остання складається з 51 осіб, що обираються Економічною і соціальною радою ООН на термін 3 роки, і розподілених наступним чином:
- 10 представни/ць від африканських держав;
- 10 — від азійських держав;
- 4 — від східноєвропейських держав;
- 6 — від держав Латинської Америки і Карибського басейну;
- 5 — від західноєвропейських та інших держав;
- 6 представни/ць від держав, що надають ресурси[20].

Ресурси, необхідні для обслуговування міжурядових процесів нормоутворення, виділяються з регулярного бюджету і затверджуються Генеральною Асамблеєю; ресурси, необхідні для обслуговування оперативних міжурядових процесів і оперативної діяльності на всіх рівнях (їх мінімальний річний розмір встановлено в 500 млн доларів), формуються за рахунок добровільних внесків і затверджуються Виконавчою радою «ООН-Жінки».

### Поточний склад Виконавчої ради
Виконавча рада, обрана 2013 року, складається з представників таких держав:
- Африка: Алжир, Габон, Гамбія, Джибуті, Малаві, Сенегал, Сомалі, Того, Екваторіальна Гвінея, Південна Африка;
- Азія — Тихий океан: Бангладеш, Індія, Китай, Мальдіви, Республіка Корея, Об'єднані Арабські Емірати, Соломонові острови, Таїланд, Філіппіни, Японія;
- Східна Європа: Боснія і Герцеговина, Латвія, Польща, Росія;
- Латинська Америка і Карибський басейн: Бразилія, Венесуела, Колумбія, Куба, Суринам, Уругвай;
- Західна Європа і інші держави: Австралія, Ісландія, Ліхтенштейн, Нова Зеландія, Іспанія;
- Країни, що надають ресурси: Велика Британія, Мексика, Норвегія, Саудівська Аравія, Сполучені Штати Америки, Швеція.

## Мандат і функції
Мандат і функції «ООН-Жінки» включають сукупність мандатів і функцій Канцелярії Спеціального радника з гендерних питань та поліпшення становища жінок, Відділу з поліпшення становища жінок, Фонду Організації Об'єднаних Націй для розвитку в інтересах жінок та Міжнародного навчального та науково-дослідного інституту з поліпшення становища жінок, із додаванням функцій керівництва, координації та заохочення підзвітності в роботі системи ООН, пов'язаної із забезпеченням гендерної рівності та розширення прав і можливостей жінок. Мета «ООН-Жінки» — посилення, а не заміна, зусиль інших частин системи ООН, таких як ЮНІСЕФ, ПРООН та ЮНФПА, кожна з яких продовжить роботу з гендерної рівності та розширення прав і можливостей жінок у своїх областях.
Згідно з положеннями резолюції 64/289, основою для роботи Структури «ООН-Жінки» є Статут ООН, Пекинская декларация та Платформа дій, рішення XXIII спеціальної сесії ГА ООН та відповідні документи, стандарти та резолюції ООН, які підтримують цілі забезпечення гендерної рівності та розширення прав і можливостей жінок та поліпшення становища жінок, відображають ці цілі і
сприяють їх досягненню.
Один з ключових аспектів мандата «ООН-жінки» полягає в здійсненні координації дій у сфері гендерної проблематики та підтримка діяльності щодо всебічного врахування гендерного фактора в рамках усієї системи ООН. 13 квітня 2012 року на нараді Координаційної ради керівників системи ООН був прийнятий загальносистемний план дій ООН з питань гендерної рівності та розширення прав і можливостей жінок.
Наприкінці 2013 року рекламна кампанія, розроблена для «ООН-Жінки» агентством Memac Ogilvy & Mather Dubai, використовувала справжні пошукові запити в Google для того, щоб показати загальнопоширеність сексизму та дискримінації проти жінок. Плакати складалися з облич чотирьох жінок, роти яких були закриті автоматичними підказками з Google. Всі підказки були сексистськими або мізогінними. Схожа кампанія була запущена і для залучення уваги до прав ЛГБТ.
Також наприкінці 2013 року «ООН-Жінки» запустила конституційну базу даних (http://constitutions.unwomen.org), в якій конституції 195 держав-членів і спостерігачів ООН розглядаються з точки зору гендерної рівності — іншими словами, ця інформація дає уявлення про те, якою мірою основні законодавчі акти різних держав гарантують і захищають — або, навпаки, ігнорують права жінок і дівчат. Передбачається, що інформація в базі даних буде оновлюватися щорічно.

## Цілі
«ООН-Жінки» уповноважена:
- Підтримувати міждержавні структури, такі, як Комісія щодо становища жінок, в їх роботі по формулюванні правил, глобальних стандартів і норм.
- Допомагати країнам-членам ООН впроваджувати вищевказані стандарти, будучи готовою надати необхідну технічну та фінансову підтримку тим країнам, що просять її, і формувати ефективні партнерства з громадянським суспільством.
- Забезпечити умови країнам-членам для того, щоб система ООН була підзвітною щодо свого внеску в гендерну рівність, враховуючи регулярний моніторинг системних процесів.

## Посли доброї волі
У 2014 році актриса Емма Вотсон стала першою амбасадоркою доброї волі «ООН-Жінки», призначеною за нової виконавчої директорки Фумзіле Мламбо-Нгкука. Вона запустила кампанію «HeForShe», яка закликає чоловіків виступити за гендерну рівність.
У листопаді 2014 року першим чоловіком — послом доброї волі «ООН-Жінки» в Південній Азії став індійський актор, кінорежисер, кіносценарист, співак Фархан Ахтар.